# Naysa
Naysa (nombre comercial de Navegación y Servicios Aéreos Canarios, S.A.) fue una aerolínea española que operó entre los años 1968 y 2017, trabajos aéreos, aerotaxi y línea Regular. Sus bases fueron inicialmente el Aeropuerto de Córdoba y el Aeropuerto de Madrid Cuatro Vientos para trabajos aéreos, y Madrid-Barajas y el Aeropuerto de Gran Canaria como aerotaxi y línea regular. Desde 2007 formó parte del grupo Binter Canarias con base de operaciones en el aeropuerto de Gran Canaria, España. Operó en régimen de wet lease (alquiler de aeronaves con la tripulación incluida) y de franquicia vuelos interinsulares en las Islas Canarias y África para Binter Canarias. La aerolínea desapareció completamente el 27 de septiembre de 2017 al dividirse en dos y fusionarse por absorción a la par que se extinguía con Binter Canarias y Canarias Airlines.

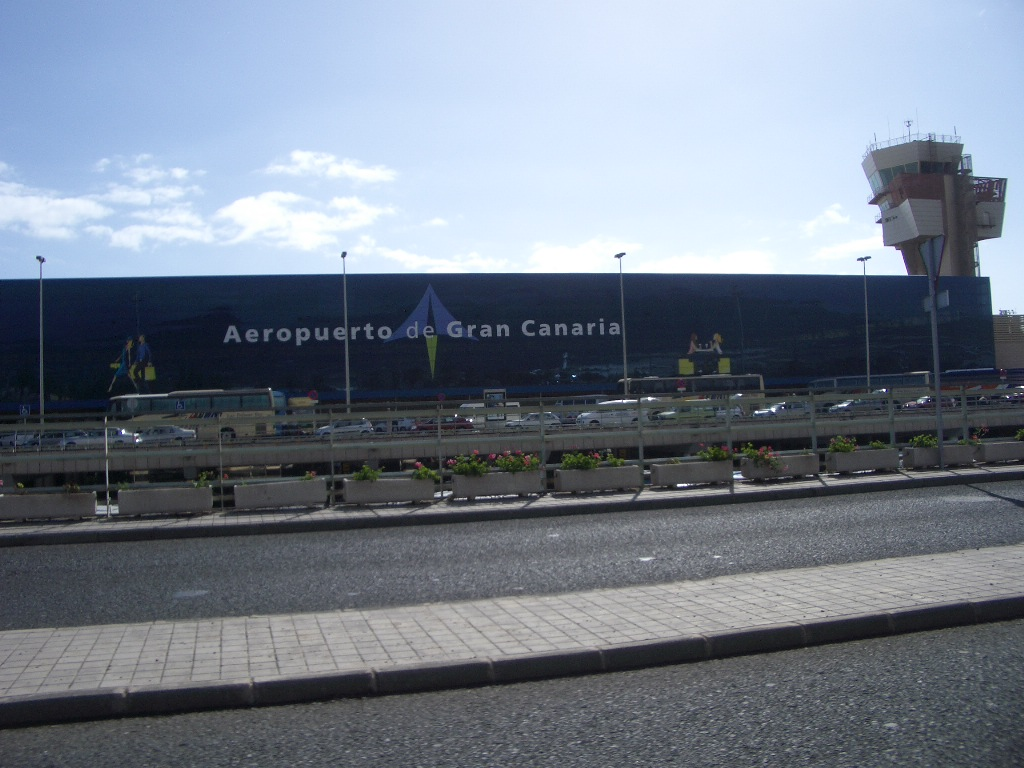
Fachada del aeropuerto de Gran Canaria, base de Naysa.

## Historia
Naysa comenzó operando el 7 de marzo de 1968 con un AOC de trabajos aéreos (publicidad y fotografía aérea) desde el aeropuerto de Córdoba, España. Su nombre original era ANSA (Air News S.A) aunque posteriormente cambió a NASA (Noticias Aéreas S.A) antes de llamarse NAYSA. 
La flota original consistió en una Piper PA-18 Super Cup, matrícula EC-ASV. Posteriormente se incorporó una PA-32 Cherokee six, matrícula EC-BND.
En 1972 cambió su domicilio social a Madrid y obtuvo su AOC como empresa de Aerotaxi y trabajos aéreos. Fue en este momento cuando adoptó el nombre de NAYSA (Navegación y Servicios Aéreos S.A). El primer avión con el que obtuvieron el AOC de aerotaxi fue una Piper PA-28 Azteca, matrícula EC-BSZ.
En 1973, ya siendo propiedad la empresa del Banco Bilbao y del Banco Unión, se incorporan a la flota una Piper Séneca, otra PA-18 y cuatro Piper Navajo. Dos de las Piper Navajo se basan en Las Palmas de Gran Canaria, para operar entre Las Palmas, El Aaiún y las minas de fosfato de Bucraa, para cumplir un contrato para relevar al personal de la mina. Las otras dos Piper Navajo se destacan en Málaga para volar entre Málaga, Melilla y Almería, como chárter programado a través de agencia de viajes.
En los años 1974 y 1975 operó en régimen de wet Lease un Learjet 25.
Unos años más tarde el Banco Bilbao y el Banco Unión, venden Naysa a un grupo empresarial vasco, y en 1978 estos venden la empresa a una sociedad formada por cuatro empresarios canarios, que trasladan su sede social a Las Palmas de Gran Canaria.
Entre 1979 y 1980 Naysa firma un contrato con un grupo de armadores vascos para localizar bancos de atunes en la costa atlántica africana, operando desde Senegal hasta Gabón. Esta operación se realizaba con la Piper Azteca, EC-BSZ, que fue modificada con un depósito interior para darle una autonomía de 12 horas, así como un equipo de navegación Omega y un equipo de HF con el que poder dar a los barcos las coordenadas de la localización de los bancos de atunes.
Durante los años 1982 y 1983, Naysa operó en línea regular Las Palmas-El Hierro y El Hierro-La Palma.
Durante los años 80 y 90 se operaron vuelos de aerotaxi y carga con Marruecos y Mauritania, así como vuelos de ambulancia entre las islas y África.
En 2007 es comprada por propietarios de Binter Canarias (Canarias de Aviación (75%), Serair (25%), debido a su estrategia para mantener cuota de mercado en el transporte aéreo interinsular.
En 2015 vende tres de sus ATR 72-202 (EC-GQF, EC-GRP y EC-GRU) a Canaryfly y en junio firma un contrato para alquilar dos ATR 72- 500 con el objetivo de renovar la flota.
El 27 de septiembre de 2017 NAYSA es dividida y absorbida por Binter Canarias y Canarias Airlines y desaparece completamente como entidad jurídica.

## Antigua flota

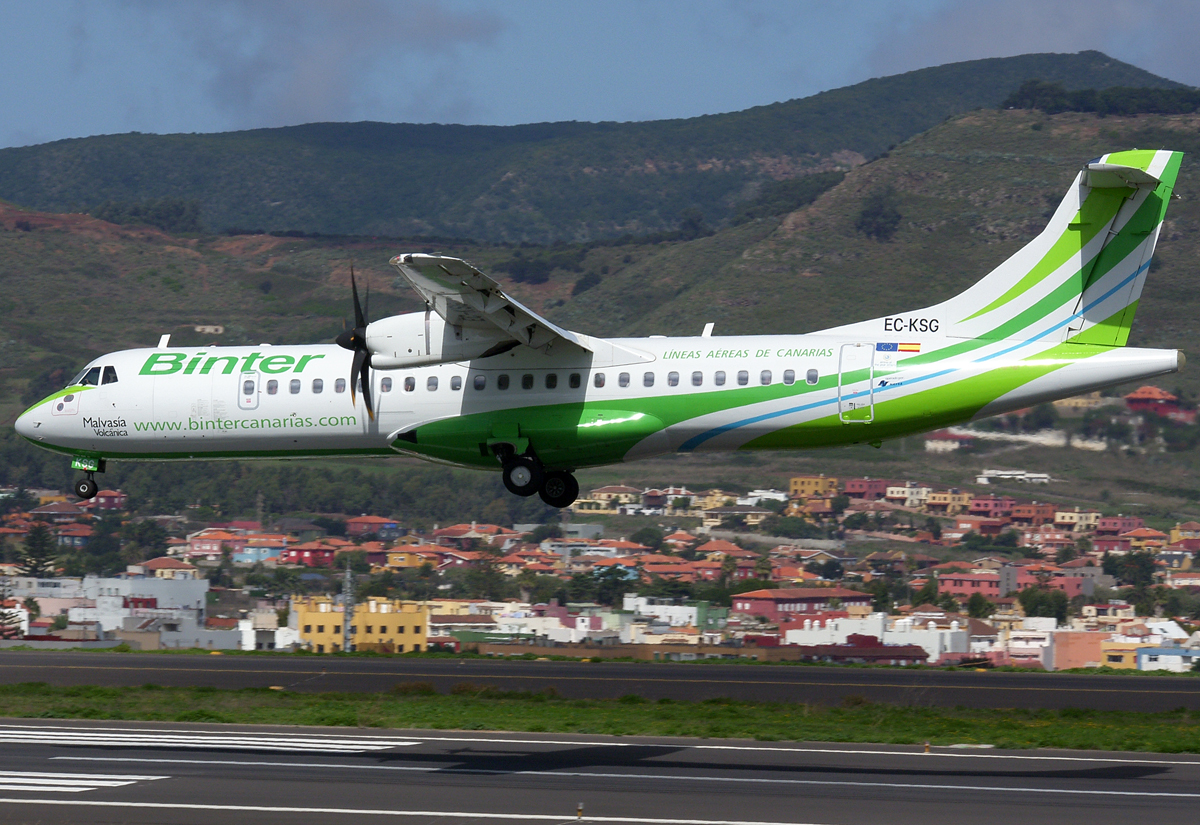
ATR 72-212A de Naysa operado para Binter Canarias aterrizando en Tenerife Norte

| Aeronaves                | Total | Introducido | Retirado | Matrículas |
| ------------------------ | ----- | ----------- | -------- | --- |
| ATR 72                   | 17    | 2007        | 2017     | EC-IPJ, EC-HEZ, EC-JBI, EC-JAH, EC-GRP, EC-GRU, EC-GQF, EC-KGJ, EC-KGI, EC-KYI, EC-LAD, EC-MHI, EC-KSG, EC-KRY, EC-LFA, EC-LGF y EC-MHJ |
| Beechcraft 1900          | 7     | 1997        | 2012     | EC-GTM, EC-GUD, EC-GZG, EC-HCM, EC-IJO, EC-IAH y EC-JBT                                                                                 |
| Beechcraft King Air      | 2     | 1989        | 1997     | EC-ESV y EC-ERQ |
| Cessna 500 Citation      | 1     | 1987        | 1989     | EC-EBR |
| Piper PA-23 Aztec        | 2     | 1969        | c. 1980  | EC-BXB y EC-BSZ |
| Piper PA-28 Cherokee     | 1     | 1968        | c. 1975  | EC-BOF |
| Piper PA-31 Navajo       | 1     | 1974        | c. 1980  | EC-CIY |
| Piper PA-32 Cherokee Six | 1     | 1967        | c. 1975  | EC-BND |
| Piper PA-34 Seneca       | 2     | 1973        | c. 1990  | EC-CGH y EC-CGE |

## Antiguos destinos
| Países            | Destinos          | Aeropuertos                                                  |
| ----------------- | ----------------- | ------------------------------------------------------------ |
| España            | El Hierro         | Aeropuerto de El Hierro                                      |
| España            | Fuerteventura     | Aeropuerto de Fuerteventura                                  |
| España            | Gran Canaria      | Aeropuerto de Gran Canaria                                   |
| España            | La Gomera         | Aeropuerto de La Gomera                                      |
| España            | Lanzarote         | Aeropuerto César Manrique-Lanzarote                          |
| España            | La Palma          | Aeropuerto de La Palma                                       |
| España            | Palma de Mallorca | Aeropuerto de Palma de Mallorca                              |
| España            | Tenerife          | Aeropuerto de Tenerife Norte-Ciudad de La Laguna             |
| España            | Tenerife          | Aeropuerto de Tenerife Sur                                   |
| España            | Vigo              | Aeropuerto de Vigo                                           |
| Mauritania        | Nuadibú           | Aeropuerto Internacional de Nouadhibou                       |
| Mauritania        | Nuakchot          | Aeropuerto Internacional de Nuakchot                         |
| Marruecos         | Agadir            | Aeropuerto de Agadir-Al Massira                              |
| Marruecos         | Marrakech         | Aeropuerto de Marrakech-Menara                               |
| Marruecos         | Casablanca        | Aeropuerto Internacional Mohammed V                          |
| Portugal          | Funchal           | Aeropuerto de Madeira                                        |
| Sahara Occidental | El Aaiún          | Aeropuerto Internacional Hassan I                            |
| Sahara Occidental | Villa Cisneros    | Aeropuerto de Villa Cisneros                                 |
| Senegal           | Dakar             | Aeropuerto Internacional de Dakar-Yoff/Léopold Sédar Senghor |